# Ледяев, Иван Семёнович
Иван Семёнович Ледяев (10 июля 1941, Рязайкино — 24 февраля 2023, Балаково) — передовик советской энергетики, машинист экскаватора управления механизации работ управления строительства «Саратовгэсстрой» Министерства энергетики и электрификации СССР, Балаково Саратовской области, полный кавалер Ордена Трудовой Славы (1988).

## Биография
Родился 10 июля 1941 года в селе Рязайкино Базарно-Карабулакского района Саратовской области, в мордовской семье. В селе Казанла окончил обучение в школе-семилетке, в городе Вольске окончил профессионально-техническое училище, получил специальность машинист-экскаваторщик.
После получения диплома был направлен работать в город Балаково, Саратовской области. Трудоустроился в «Саратовгэссстрой» в качестве машиниста экскаватора. Весь свой трудовой путь прошёл работая в одной организации. Трудился на строительстве важны промышленных объектов. Принимал участие в строительстве Саратовской ГЭС, ТЭЦ-4, Балаковского комбината химического волокна, Балаковской АЭС.
Указом Президиума Верховного Совета СССР от 22 апреля 1975 года был награждён орденом Трудовой Славы III степени.
Указом Президиума Верховного Совета СССР от 31 марта 1981 года был награждён орденом Трудовой Славы II степени.
Указом Президиума Верховного Совета СССР за успехи, достигнутые при сооружении Балаковской АЭС от 5 декабря 1988 года Иван Семёнович Ледяев был награждён орденом Трудовой Славы I степени. Стал полным кавалером Ордена Трудовой Славы.
Проживал в Балаково. После выхода на пенсию продолжал трудиться до 2005 года. Умер 24 февраля 2023 года.

## Награды и звания
- Орден Трудовой Славы — I степени (05.12.1988);
- Орден Трудовой Славы — II степени (31.03.1981);
- Орден Трудовой Славы — III степени (22.04.1975).
- Почётный гражданин Балаковского района.

## Память
- Открыта мемориальная доска полному кавалеру ордена Трудовой Славы Ивану Ледяеву[2].
- В Детском парке города Балаково со стороны улицы Ленина открыта Аллея Трудовой Славы и стела с именами балаковцев – Героев Социалистического труда. Имя Ивана Ледяева занесено на этот монумент[3].